# Janusz Szydłowski (lektor)
Janusz Konrad Szydłowski (ur. 9 kwietnia 1951) – polski lektor filmowy i spiker.

## Życiorys
Absolwent fizyki na Uniwersytecie Mikołaja Kopernika w Toruniu. Na studiach pracował w rozgłośni studenckiej. Potem trafił do Polskiego Radia i został spikerem. Pracuje w radiu od 1976 roku, a rok później zaczął czytać filmy.
Współpracuje m.in. z bankami głosów (Rozgłos, Sound & Voices, RPM sound & voices),  ze studiami nagraniowymi i dystrybutorami (Studio Publishing, ITI Film Studio, Telewizja Polska – Agencja Filmowa, Ale Kino, Canal +, DubbFilm Studio). Członek Stowarzyszenia Lektorów Polskich i członek zarządu Niezależnego Samorządnego Związku Zawodowego Spikerów i Lektorów Polskiego Radia S.A..

## Nagrody
- 2005: Nagroda Wielkiej Wagi (ufundowana przez Związek Artystów Plastyków – Sztuka Użytkowa) za dyskretną doskonałość na XV Międzynarodowym Festiwalu Teatralnym.

## Lektor

### Filmy animowane
- 20 000 mil podmorskiej żeglugi
- Dziadek do orzechów
- Dzielna pani Brisby
- Folwark zwierzęcy
- Freddie – agent F.R.O.7.
- Oliver Twist i Spryciarz
- The Transformers: The Movie
- Śnieżna paczka
- Listonosz Pat i wielki świat

### Filmy fabularne
- Królowa Śniegu
- Rozpruci na śmierć
- Inwazja (The Invasion)[2]
- Skyfall
- Infiltracja
- Ucieczka z Alcatraz
- Kruk (film 1994)
- Kevin sam w domu
- Kevin sam w Nowym Jorku
- Kształt wody
- Karol. Papież, który pozostał człowiekiem (wersja kinowa)
- Wstrząsy/ Tremors (1990)

### Seriale animowane
- Banda Owidiusza
- Godzina z Hanna-Barbera
- Kapitan Jaskiniowiec i Aniołeczki
- Kot w butach
- Lady Złote Loki
- Miś Yogi
- One Piece
- Wiecznie ciekawe bajki
- Różowa Pantera
- Sandokan
- Simpsonowie
- Szaleństwa Alvina Wiewiórki
- Tajemnicze Złote Miasta
- Tao-Tao, mały miś panda

### Seriale telewizyjne
- Herkules